# UCI-Cyclocross-Saison 2015/16
Die Cyclocross-Saison 2015/2016 reichte vom 1. September 2015 bis zum 29. Februar 2016. Sie bestand aus den im internationalen UCI-Kalender registrierten Cyclocrossrennen.

## Klassifikation
Zum internationalen Cyclocross-Kalender gehörten folgende Rennklassen (siehe auch UCI-Kategorie):
- die Weltmeisterschaften (CM) Ende Januar;
- die kontinentalen Meisterschaften in Europa und in Amerika (CC);
- die nationalen Meisterschaften (CN), die über die Saison verteilt stattfanden, meist aber Anfang Januar;
- die 7 Rennen des Weltcups 2015/2016 (CDM);
- zahlreiche weitere Rennen der Klassen C1 und C2.

Die C1- und C2-Rennen gehörten oft nationalen Rennserien an, worunter die Superprestige-Serie und Bpost Bank Trofee in Belgien hervorstachen. Daneben gab es weitere Rennen auf den nationalen Kalendern der einzelnen Radsportverbände, die an dieser Stelle nicht berücksichtigt sind.

## Kalender
Die untenstehende Liste führt die Weltcup-Rennen sowie die der Klassen C1 und C2 auf, die in der Regel bei Männern und Frauen durchgeführt wurden. Es sind nur die Sieger der Kategorie Elite genannt.
| Datum         | Ort                | Rennen                                       | Klasse | Sieger                 | Siegerin             |
| ------------- | ------------------ | -------------------------------------------- | ------ | ---------------------- | -------------------- |
| 2. Sep. 2015  | Hainan             | QianSen Trophy Qiongzhong Station            | C1     | Wietse Bosmans         | Åsa Maria Erlandsson |
| 5. Sep. 2015  | Rochester          | Ellison Park CX Festival #1                  | C1     | Jeremy Powers          | Kaitlin Antonneau    |
| 6. Sep. 2015  | Rochester          | Ellison Park CX Festival #2                  | C2     | Vincent Baestaens      | Meredith Miller      |
| 12. Sep. 2015 | Breinigsville      | Nittany Lion Cross #1                        | C2     | Wietse Bosmans         | Amanda Miller        |
| 13. Sep. 2015 | Breinigsville      | Nittany Lion Cross #2                        | C2     | Wietse Bosmans         | Amanda Miller        |
| 13. Sep. 2015 | Baden              | Süpercross Baden (EKZ CrossTour #1)          | C1     | Laurens Sweeck         | Eva Lechner          |
| 16. Sep. 2015 | Las Vegas          | Weltcup #1                                   | CDM    | Wout van Aert          | Kateřina Nash        |
| 26. Sep. 2015 | Neerpelt           | GP Neerpelt (Soudal Classics)                | C2     | Wout van Aert          | Sanne van Paassen    |
| 26. Sep. 2015 | Gloucester         | Gran Prix of Gloucester #1                   | C2     | Jeremy Powers          | Caroline Mani        |
| 27. Sep. 2015 | Illnau             | Radcross Illnau                              | C2     | Dieter Vanthourenhout  | Hanka Kupfernagel    |
| 27. Sep. 2015 | Gloucester         | Gran Prix of Gloucester #2                   | C2     | Jeremy Powers          | Katherine Compton    |
| 27. Sep. 2015 | Erpe-Mere          | Steenbergcross                               | C2     | Wout van Aert          | nicht ausgetragen    |
| 28. Sep. 2015 | Slaný              | Toi Toi Cup #1                               | C1     | Marcel Meisen          | Pavla Havlíková      |
| 3. Okt. 2015  | Hlinsko            | Toi Toi Cup #2                               | C2     | Tomáš Paprstka         | Pavla Havlíková      |
| 3. Okt. 2015  | Providence         | KMC Cyclo-Cross Festival #1                  | C1     | Jeremy Powers          | Kateřina Nash        |
| 4. Okt. 2015  | Helsingør          | Kronborg UCI Cyclocross Event                | C2     | Jens Vandekinderen     | Åsa Maria Erlandsson |
| 4. Okt. 2015  | Dielsdorf          | EKZ CrossTour #2                             | C1     | Clément Venturini      | Pavla Havlíková      |
| 4. Okt. 2015  | Gieten             | Veldrit Gieten (Superprestige #1)            | C1     | Wout van Aert          | Sanne Cant           |
| 4. Okt. 2015  | Providence         | KMC Cyclo-Cross Festival #2                  | C2     | Stephen Hyde           | Kateřina Nash        |
| 10. Okt. 2015 | Milovice           | Toi Toi Cup #3                               | C2     | Tomáš Paprstka         | Nikola Nosková       |
| 10. Okt. 2015 | Waterloo           | Trek CXC Cup #1                              | C1     | Jeremy Powers          | Kaitlin Antonneau    |
| 10. Okt. 2015 | Baltimore          | Charm City Cross #1                          | C2     | Curtis White           | Emma White           |
| 11. Okt. 2015 | Albi               | Coupe de France #1                           | C1     | Clément Venturini      | Hélène Clauzel       |
| 11. Okt. 2015 | Waterloo           | Trek CXC Cup #2                              | C2     | Stephen Hyde           | Crystal Anthony      |
| 11. Okt. 2015 | Baltimore          | Charm City Cross #2                          | C2     | Curtis White           | Emma White           |
| 11. Okt. 2015 | Beromünster        | GP 5-Sterne-Region                           | C2     | Sascha Weber           | Alice Maria Arzuffi  |
| 11. Okt. 2015 | Southampton        | National Trophy Series #1                    | C2     | Ian Field              | Hannah Payton        |
| 11. Okt. 2015 | Ronse              | GP Mario De Clercq (Bpost Bank Trofee #1)    | C1     | Wout van Aert          | Pavla Havlíková      |
| 11. Okt. 2015 | Podbrezová         | Cyclo-cross International Podbrezova         | C2     | Tomáš Paprstka         | nicht ausgetragen    |
| 15. Okt. 2015 | Ardooie            | Kermiscross                                  | C2     | Tom Meeusen            | Thalita de Jong      |
| 17. Okt. 2015 | Jamesburg          | HPCX #1                                      | C2     | Cameron Dodge          | Cassandra Maximenko  |
| 17. Okt. 2015 | Boulder City       | US Open of Cyclocross #1                     | C2     | James Driscoll         | Caroline Mani        |
| 18. Okt. 2015 | Jamesburg          | HPCX #2                                      | C2     | Jens Vandekinderen     | Cassandra Maximenko  |
| 18. Okt. 2015 | Boulder City       | US Open of Cyclocross #2                     | C2     | Daniel Summerhill      | Georgia Gould        |
| 18. Okt. 2015 | Valkenburg         | Weltcup #2                                   | CDM    | Lars van der Haar      | Eva Lechner          |
| 20. Okt. 2015 | Woerden            | Nacht van Woerden                            | C2     | Lars van der Haar      | Pavla Havlíková      |
| 24. Okt. 2015 | Washington         | DCCX #1                                      | C2     | Cameron Dodge          | Cassandra Maximenko  |
| 25. Okt. 2015 | Karrantza          | Cyclo-cross de Karrantza                     | C2     | Aitor Hernández        | Lucía González       |
| 25. Okt. 2015 | Steinmaur          | 54. Internationales Radquer Steinmaur        | C2     | Clément Venturini      | Hanka Kupfernagel    |
| 25. Okt. 2015 | Fiuggi             | Giro d’Italia Cross #1                       | C2     | Gioele Bertolini       | Alice Maria Arzuffi  |
| 25. Okt. 2015 | Winnipeg           | Manitoba Grand Prix                          | C2     | Jeremy Durrin          | Maghalie Rochette    |
| 25. Okt. 2015 | Stockholm          | Stockholm Cyclocross                         | C2     | Calle Friberg          | Jenny Rissveds       |
| 25. Okt. 2015 | Derby              | National Trophy Series #2                    | C2     | Ian Field              | Hannah Payton        |
| 25. Okt. 2015 | Contern            | Grand-Prix de la Commune de Contern          | C2     | Dieter Vanthourenhout  | Thalita de Jong      |
| 25. Okt. 2015 | Zonhoven           | Cyclocross Zonhoven (Superprestige #2)       | C1     | Wout van Aert          | Sanne Cant           |
| 25. Okt. 2015 | Washington         | DCCX #2                                      | C2     | Cameron Dodge          | Cassandra Maximenko  |
| 28. Okt. 2015 | Tábor              | Toi Toi Cup #4                               | C1     | David van der Poel     | Pavla Havlíková      |
| 31. Okt. 2015 | Louny              | Toi Toi Cup #5                               | C2     | Radomír Šimůnek        | Jana Czeczinkarová   |
| 31. Okt. 2015 | Boom               | Schorrecross                                 | C2     | Lars van der Haar      | Ellen Van Loy        |
| 31. Okt. 2015 | Mason              | Cincy3 – Kings CX After Dark                 | C1     | Jeremy Powers          | Katherine Compton    |
| 1. Nov. 2015  | Inawashiro         | Tohoku CX Project Inawashiro Round           | C2     | Hikaru Kosaka          | Eri Yonamine         |
| 1. Nov. 2015  | Livorno            | Giro d’Italia Cross #2                       | C2     | Cristian Cominelli     | Chiara Teocchi       |
| 1. Nov. 2015  | Hittnau            | EKZ CrossTour #3                             | C1     | David van der Poel     | Pavla Havlíková      |
| 1. Nov. 2015  | Oudenaarde         | Koppenbergcross (Bpost Bank Trofee #2)       | C1     | Wout van Aert          | Jolien Verschueren   |
| 1. Nov. 2015  | Marle              | Cyclo-cross international de Marle           | C2     | Clément Venturini      | Joyce Vanderbeken    |
| 7. Nov. 2015  | Louisville         | Derby City Cup #1                            | C1     | Stephen Hyde           | Katherine Compton    |
| 7. Nov. 2015  | Northampton        | Cycle Smart International #1                 | C2     | Michael van den Ham    | Ellen Noble          |
| 8. Nov. 2015  | Louisville         | Derby City Cup #2                            | C2     | Stephen Hyde           | Katherine Compton    |
| 8. Nov. 2015  | Durham             | National Trophy Series #3                    | C2     | Ian Field              | Bethany Crumpton     |
| 8. Nov. 2015  | Lorsch             | GGEW City Cross Cup                          | C2     | Dieter Vanthourenhout  | Pavla Havlíková      |
| 8. Nov. 2015  | Ruddervoorde       | Cyclocross Ruddervoorde (Superprestige #3)   | C1     | Kevin Pauwels          | Sanne Cant           |
| 8. Nov. 2015  | Northampton        | Cycle Smart International #2                 | C2     | Raphaël Gagné          | Emma White           |
| 11. Nov. 2015 | Niel               | Jaarmarktcross Niel (Soudal Classics)        | C2     | Kevin Pauwels          | Sanne Cant           |
| 14. Nov. 2015 | Holé Vrchy         | Toi Toi Cup #6                               | C2     | Tomáš Paprstka         | Nikola Nosková       |
| 14. Nov. 2015 | Lakewood           | Subaru Cyclo Cup #1                          | C2     | Logan Owen             | Kateřina Nash        |
| 15. Nov. 2015 | Madiswil           | Flückiger Cross Madiswil                     | C2     | Sascha Weber           | Jolanda Neff         |
| 15. Nov. 2015 | Gavere             | Cyclocross Gavere (Superprestige #4)         | C1     | Wout van Aert          | Sanne Cant           |
| 15. Nov. 2015 | Stadl-Paura        | Int. Radquerfeldein GP Lambach/Stadl-Paura   | C2     | Martin Haring          | Nadja Heigl          |
| 15. Nov. 2015 | Quelneuc           | Coupe de France #2                           | C1     | Clément Venturini      | Maëlle Grossetête    |
| 15. Nov. 2015 | Schio              | Ciclocross Città di Schio                    | C2     | Gioele Bertolini       | Alice Maria Arzuffi  |
| 15. Nov. 2015 | Lakewood           | Subaru Cyclo Cup #2                          | C2     | Logan Owen             | Kateřina Nash        |
| 15. Nov. 2015 | Les Franqueses     | Gran Premi del Valles                        | C2     | Felipe Orts            | Aida Nuño Palacio    |
| 17. Nov. 2015 | Uničov             | Toi Toi Cup #7                               | C2     | Marcel Meisen          | Pavla Havlíková      |
| 21. Nov. 2015 | Hasselt            | GP van Hasselt (Soudal Classics)             | C1     | Sven Nys               | Sanne Cant           |
| 21. Nov. 2015 | Los Angeles        | CXLA Weekend #1                              | C2     | James Driscoll         | Kateřina Nash        |
| 21. Nov. 2015 | Pierric            | Cyclo-cross International de Pierric         | C2     | Clément Venturini      | Joyce Vanderbeken    |
| 21. Nov. 2015 | Stony Point        | Supercross Cup #1                            | C2     | Cameron Dodge          | Crystal Anthony      |
| 22. Nov. 2015 | Stony Point        | Supercross Cup #2                            | C2     | Cameron Dodge          | Crystal Anthony      |
| 22. Nov. 2015 | Los Angeles        | CXLA Weekend #2                              | C2     | James Driscoll         | Kateřina Nash        |
| 22. Nov. 2015 | Koksijde           | Duinencross Koksijde (Weltcup #3)            | CDM    | Sven Nys               | Sanne Cant           |
| 22. Nov. 2015 | La Mézière         | Val d’Ille Cyclo-cross Tour                  | C2     | Clément Venturini      | Joyce Vanderbeken    |
| 22. Nov. 2015 | Takashima          | Kansai Cyclo Cross Makino Round              | C2     | Ben Berden             | Eri Yonamine         |
| 28. Nov. 2015 | Minamimaki         | Rapha Nobeyama Supercross #1                 | C2     | Yu Takenouchi          | Lisa Jacobs          |
| 29. Nov. 2015 | Minamimaki         | Rapha Nobeyama Supercross #2                 | C2     | Zach McDonald          | Lisa Jacobs          |
| 29. Nov. 2015 | Brugherio          | International Cyclocross Selle SMP           | C2     | Cristian Cominelli     | Chiara Teocchi       |
| 29. Nov. 2015 | Hamme              | Flandriencross (Bpost Bank Trofee #3)        | C1     | Wout van Aert          | Helen Wyman          |
| 29. Nov. 2015 | Ternitz            | Tage des Querfeldeinsports                   | C2     | Ondrej Glajza          | Janka Keseg Števková |
| 29. Nov. 2015 | Gościęcin          | Bryksy Cross                                 | C2     | Lubomír Petruš         | Olga Wasiuk          |
| 4. Dez. 2015  | Iowa City          | Jingle Cross #1                              | C2     | Jonathan Page          | Caroline Mani        |
| 5. Dez. 2015  | Essen              | Cyclocross Essen (Bpost Bank Trofee #4)      | C1     | Wout van Aert          | Sanne Cant           |
| 5. Dez. 2015  | Iowa City          | Jingle Cross #2                              | C1     | Jeremy Powers          | Kateřina Nash        |
| 5. Dez. 2015  | Broken Arrow       | Ruts ’n’ Guts #1                             | C2     | Tristan Uhl            | Amanda Nauman        |
| 5. Dez. 2015  | Warwick            | NBX Gran Prix of Cross #1                    | C2     | Jeremy Martin          | Ellen Noble          |
| 5. Dez. 2015  | Bensheim           | GGEW Grand Prix                              | C2     | Toon Aerts             | Jessica Lambracht    |
| 6. Dez. 2015  | Overijse           | Vlaamse Druivencross                         | C2     | Mathieu van der Poel   | Jolien Verschueren   |
| 6. Dez. 2015  | Broken Arrow       | Ruts ’n’ Guts #2                             | C2     | Tristan Uhl            | Amanda Nauman        |
| 6. Dez. 2015  | Sitten             | Cyclocross International Sion-Valais         | C2     | Lukas Flückiger        | Lise-Marie Henzelin  |
| 6. Dez. 2015  | Warwick            | NBX Gran Prix of Cross #2                    | C2     | Anthony Clark          | Emma White           |
| 6. Dez. 2015  | Iowa City          | Jingle Cross #3                              | C1     | James Driscoll         | Kateřina Nash        |
| 6. Dez. 2015  | Asolo              | Giro d’Italia Cross #3                       | C2     | Gioele Bertolini       | Eva Lechner          |
| 8. Dez. 2015  | Treviso            | Ciclocross del Ponte                         | C2     | Marcel Meisen          | Chiara Teocchi       |
| 12. Dez. 2015 | Mladá Boleslav     | Toi Toi Cup #8                               | C2     | Radomír Šimůnek        | Pavla Havlíková      |
| 12. Dez. 2015 | Mol                | Zilvermeercross                              | C2     | Wout van Aert          | Jolien Verschueren   |
| 12. Dez. 2015 | Dallas             | Resolution Cross Cup #1                      | C2     | James Driscoll         | Courtenay McFadden   |
| 12. Dez. 2015 | Hendersonville     | North Carolina Grand Prix #1                 | C2     | Daniel Summerhill      | Crystal Anthony      |
| 13. Dez. 2015 | Montalto di Castro | Giro d’Italia Cross #4                       | C2     | Cristian Cominelli     | Chiara Teocchi       |
| 13. Dez. 2015 | Bradford           | National Trophy Series #4                    | C2     | Ian Field              | Evie Richards        |
| 13. Dez. 2015 | Spa-Francorchamps  | GP Région Wallonne (Superprestige #5)        | C1     | Wout van Aert          | Helen Wyman          |
| 13. Dez. 2015 | Eschenbach         | EKZ CrossTour #4                             | C1     | Marcel Wildhaber       | Pavla Havlíková      |
| 13. Dez. 2015 | Hendersonville     | North Carolina Grand Prix #2                 | C2     | Daniel Summerhill      | Crystal Anthony      |
| 13. Dez. 2015 | Valencia           | Cyclo-Cross Internacional Ciudad de Valencia | C2     | Felipe Orts            | Aida Nuño Palacio    |
| 13. Dez. 2015 | Dallas             | Resolution Cross Cup #2                      | C2     | James Driscoll         | Amanda Nauman        |
| 19. Dez. 2015 | Antwerpen          | Scheldecross (Bpost Bank Trofee #5)          | C1     | Wout van Aert          | Sanne Cant           |
| 19. Dez. 2015 | Waco               | Highlander Cross Cup #1                      | C2     | James Driscoll         | Amanda Nauman        |
| 20. Dez. 2015 | Namur              | Citadelcross (Weltcup #4)                    | CDM    | Mathieu van der Poel   | Nikki Harris         |
| 20. Dez. 2015 | Waco               | Highlander Cross Cup #2                      | C2     | James Driscoll         | Amanda Nauman        |
| 26. Dez. 2015 | Pfaffnau           | Crossrace GP Luzern                          | C2     | Florian Vogel          | Sabine Spitz         |
| 26. Dez. 2015 | Heusden-Zolder     | Cyclocross Zolder (Weltcup #5)               | CDM    | Mathieu van der Poel   | Sanne Cant           |
| 27. Dez. 2015 | Diegem             | Veldrit Diegem (Superprestige #6)            | C1     | Mathieu van der Poel   | Ellen Van Loy        |
| 29. Dez. 2015 | Loenhout           | Azencross (Bpost Bank Trofee #6)             | C1     | Tom Meeusen            | Sanne Cant           |
| 30. Dez. 2015 | Flamanville        | Coupe de France #3                           | C1     | Clément Venturini      | Caroline Mani        |
| 30. Dez. 2015 | Bredene            | Sylvestercross Bredene                       | C2     | Dieter Vanthourenhout  | Thalita de Jong      |
| 1. Jan. 2016  | Baal               | GP Sven Nys (Bpost Bank Trofee #7)           | C1     | Wout van Aert          | Sanne Cant           |
| 1. Jan. 2016  | Pétange            | Grand-Prix Hotel Threeland                   | C2     | Marcel Meisen          | Thalita de Jong      |
| 2. Jan. 2016  | Surhuisterveen     | Centrumcross Surhuisterveen                  | C2     | Corné van Kessel       | Anna van der Breggen |
| 2. Jan. 2016  | Kingsport          | Kingsport Cyclo-cross Cup                    | C2     | Jeremy Powers          | Amanda Miller        |
| 2. Jan. 2016  | Meilen             | EKZ CrossTour #5                             | C1     | Francis Mourey         | Eva Lechner          |
| 3. Jan. 2016  | Leuven             | Stellacross (Soudal Classics)                | C1     | Toon Aerts             | Sophie de Boer       |
| 6. Jan. 2016  | Rom                | Giro d’Italia Cross #5                       | C2     | Gioele Bertolini       | Alice Maria Arzuffi  |
| 6. Jan. 2016  | Albstadt           | Challenge Cyclo-cross race                   | C2     | Sascha Weber           | Stefanie Paul        |
| 11. Jan. 2016 | Otegem             | Cyclocross Otegem                            | C2     | Mathieu van der Poel   | Jolien Verschueren   |
| 16. Jan. 2016 | Zonnebeke          | Kasteelcross Zonnebeke                       | C2     | Mathieu van der Poel   | Jolien Verschueren   |
| 17. Jan. 2016 | Lignières-en-Berry | Weltcup #6                                   | CDM    | Mathieu van der Poel   | Sanne Cant           |
| 17. Jan. 2016 | Leudelange         | Grand Prix Möbel Alvisse                     | C2     | Joeri Adams            | Inge van der Heijden |
| 23. Jan. 2016 | Rucphen            | Internationale Cyclocross Rucphen            | C2     | Tom Meeusen            | Helen Wyman          |
| 24. Jan. 2016 | Lanarvily          | Cyclo-cross du Mingant                       | C2     | Joeri Adams            | Maëva Calvez         |
| 24. Jan. 2016 | Hoogerheide        | GP Adrie van der Poel (Weltcup #7)           | CDM    | Mathieu van der Poel   | Sophie de Boer       |
| 3. Feb. 2016  | Maldegem           | Parkcross Maldegem                           | C2     | Michael Vanthourenhout | Sanne Cant           |
| 6. Feb. 2016  | Sint-Niklaas       | Waaslandcross (Bpost Bank Trofee #8)         | C1     | Laurens Sweeck         | Thalita de Jong      |
| 7. Feb. 2016  | Hoogstraten        | Aardbeiencross (Superprestige #7)            | C1     | Mathieu van der Poel   | Sanne Cant           |
| 13. Feb. 2016 | Middelkerke        | Noordzeecross (Superprestige #8)             | C1     | Mathieu van der Poel   | Sanne Cant           |
| 14. Feb. 2016 | Eeklo              | GP Stad Eeklo                                | C2     | Wout van Aert          | Sanne Cant           |
| 21. Feb. 2016 | Oostmalle          | Internationale Sluitingsprijs                | C1     | Kevin Pauwels          | Sanne Cant           |

## Wertungen
| Serie             | Land          | Sieger            | Siegerin           |
| ----------------- | ------------- | ----------------- | ------------------ |
| Weltcup           | international | Wout van Aert     | Sanne Cant         |
| Superprestige     | Belgien       | Wout van Aert     | Sanne Cant         |
| Bpost Bank Trofee | Belgien       | Wout van Aert     | Sanne Cant         |
| Coupe de France   | Frankreich    | Clément Venturini | Maëlle Grossetête  |
| Giro d’Italia     | Italien       | Nadir Colledani   | Chiara Teocchi     |
| EKZ CrossTour     | Schweiz       | Francis Mourey    | Pavla Havlíková    |
| Toi Toi Cup       | Tschechien    | Tomáš Paprstka    | Jana Czeczinkarová |

## Meisterschaften

### Welt- und Kontinentalmeisterschaften
| Bereich                    | Datum             | Ort        | Meister           | Meisterin         |
| -------------------------- | ----------------- | ---------- | ----------------- | ----------------- |
| Weltmeisterschaften        | 30.–31. Jan. 2016 | Bieles     | Wout van Aert     | Thalita de Jong   |
| Europameisterschaften      | 7. Nov. 2015      | Huijbergen | Lars van der Haar | Sanne Cant        |
| Panamerika-Meisterschaften | 1. Nov. 2015      | Covington  | Jeremy Powers     | Katherine Compton |

### Nationale Meisterschaften
| Land               | Datum         | Ort                 | Landesmeister        | Landesmeisterin       |
| ------------------ | ------------- | ------------------- | -------------------- | --------------------- |
| Belgien            | 10. Jan. 2016 | Lille               | Wout van Aert        | Sanne Cant            |
| Dänemark           | 10. Jan. 2016 | Kalundborg          | Simon Andreassen     | Caroline Bohé         |
| Deutschland        | 10. Jan. 2016 | Vechta              | Philipp Walsleben    | Elisabeth Brandau     |
| Estland            | 11. Okt. 2015 | Tallinn             | Martin Loo           | Iiris Takel           |
| Finnland           | 18. Okt. 2015 | Oulu                | Sasu Halme           | Susanna Laurila       |
| Frankreich         | 10. Jan. 2016 | Besançon            | Francis Mourey       | Caroline Mani         |
| Großbritannien     | 10. Jan. 2016 | Shrewsbury          | Liam Killeen         | Nikki Brammeier       |
| Irland             | 10. Jan. 2016 | Rostrevor           | Roger Aiken          | Beth McCluskey        |
| Island             | 10. Okt. 2015 | Reykjavík           | Ingvar Ómarsson      | Björk Kristjánsdóttir |
| Israel             | 8. Jan. 2016  | Tel Aviv            | Aviv Yechezkel       | nicht ausgetragen     |
| Italien            | 10. Jan. 2016 | Forgaria nel Friuli | Gioele Bertolini     | Eva Lechner           |
| Japan              | 6. Dez. 2015  | Iiyama              | Yu Takenouchi        | Kiyoka Sakaguchi      |
| Kanada             | 24. Okt. 2015 | Winnipeg            | Raphaël Gagné        | Mical Dyck            |
| Kroatien           | 24. Jan. 2016 | Sveta Nedelja       | Bojan Gunjević       | Gloria Musa           |
| Luxemburg          | 10. Jan. 2016 | Hesperange          | Christian Helmig     | Christine Majerus     |
| Niederlande        | 10. Jan. 2016 | Hellendoorn         | Mathieu van der Poel | Thalita de Jong       |
| Norwegen           | 15. Nov. 2015 | Svelvik             | Fredrik Haraldseth   | Elisabeth Sveum       |
| Österreich         | 10. Jan. 2016 | Pernitz             | Alexander Gehbauer   | Nadja Heigl           |
| Polen              | 10. Jan. 2016 | Lublin              | Marek Konwa          | Olga Wasiuk           |
| Portugal           | 10. Jan. 2016 | Paredes             | Vitor Santos         | Isabel Caetano        |
| Schweden           | 24. Okt. 2015 | Stockholm           | Matthias Wengelin    | Jenny Rissveds        |
| Schweiz            | 10. Jan. 2016 | Dagmersellen        | Lars Forster         | Sina Frei             |
| Slowakei           | 5. Dez. 2015  | Košice              | Martin Haring        | Janka Keseg Števková  |
| Spanien            | 10. Jan. 2016 | Gijón               | Javier Ruiz          | Aida Nuño Palacio     |
| Tschechien         | 9. Jan. 2016  | Kolín               | Radomír Šimůnek      | Martina Mikulášová    |
| Ungarn             | 10. Jan. 2016 | Budapest            | Zsolt Búr            | Barbara Benkó         |
| Vereinigte Staaten | 10. Jan. 2016 | Asheville           | Jeremy Powers        | Katherine Compton     |